# Hoàng Văn Hoan
Hoàng Văn Hoan (Distretto di Quỳnh Lưu, 1905 – Pechino, 18 maggio 1991) è stato un politico vietnamita.
È conosciuto in particolare per la sua fuga in Cina nel 1979.

## Biografia
Hoang Van Hoan nacque nella provincia vietnamita di Quang Ngai nel 1905 da famiglia di contadini poveri. Nel 1926 entrò nel "Gruppo giovanile vietnamita di educazione politica" fondato da Ho Chi Minh, suo amico personale. Fu tra i fondatori del Partito Comunista Indocinese, ma successivamente si trasferì in Thailandia e divenne membro del Comitato centrale provvisorio del Partito Comunista di Siam nel 1934 prima di tornare in Vietnam nel 1941, dove partecipò alla fondazione del Vietminh (Lega per l'Indipendenza del Vietnam).
Con la fine della seconda guerra mondiale nel 1945, Hoang Van Hoan si trasferì nella Repubblica Democratica del Vietnam (Vietnam del Nord), dove divenne il responsabile dei collegamenti con la Repubblica popolare cinese, lavorando come ambasciatore vietnamita a Pechino dal 1950 al 1957. A partire dal 1958 fu vicepresidente del Comitato permanente dell'Assemblea nazionale del Vietnam (il cui presidente era Trường Chinh, un altro filocinese) e dal 1960 fu membro del Politburo del Partito dei Lavoratori del Vietnam, dirigendo varie delegazioni vietnamite in Cina.
La sua influenza declinò dopo la morte di Ho Chi Minh nel 1969, quando la nuova dirigenza capeggiata da Lê Duẩn si spostò decisamente dalla parte dell'URSS nella crisi sino-sovietica; a prova di ciò, nel 1976 Hoang Van Hoan non fu rieletto membro del Politburo a seguito del IV Congresso del partito. Rimanendo fedele alle proprie posizioni filocinesi, nel 1979 Hoang Van Hoan sfruttò un viaggio di cure nella DDR per riparare segretamente in Cina tramite il Pakistan. Appena dopo il suo arrivo, l'8 luglio il Quotidiano del Popolo, giornale del Partito Comunista Cinese, pubblicò un suo articolo nel quale criticava la "cricca Le Duan" per avere svenduto l'indipendenza del Vietnam all'Unione Sovietica ed avere occupato la Cambogia e il Laos. Affermò anche che la persecuzione delle minoranze cinesi da parte di Hanoi era paragonabile all'eccidio perpetrato da Hitler contro gli ebrei. Successivamente rivelò che nel 1982 il Comitato centrale del Partito Comunista del Vietnam avrebbe deciso di aumentare la produzione di oppio per entrare in possesso di valuta estera.
Nel 1988 pubblicò a Pechino le sue memorie dal titolo: A Drop in the Ocean: Hoang Van Hoan's Revolutionary Reminiscences.
Morì a Pechino nel 1991 e fu sepolto nel cimitero rivoluzionario Babaoshan.